# Lageplan (Bauantrag)
Der Lageplan (auch amtlicher Lageplan) ist Bestandteil eines Bauantrags in Deutschland (gemäß Bauordnung) und setzt sich aus einem schriftlichen und einem zeichnerischen Teil zusammen. Der schriftliche Teil beschreibt das Baugrundstück, nennt den Bauherrn, Nachbargrundstücke und Baulasten. Des Weiteren werden Grundflächen-, Geschossflächen- und Baumassenzahl aufgeführt sowie weitere Angaben zum Bauvorhaben gemacht. Der zeichnerische Teil zeigt maßstäblich (in der Regel 1:500) den Umriss des geplanten Gebäudes in der Draufsicht auf dem Grundstück und fügt dieses in seine Umgebung ein. Des Weiteren werden Dachform und Dachneigung sowie Abstandsflächen dargestellt. Um den Eingriff der Baumaßnahme beurteilen zu können, werden auf diesem Plan auch die angrenzenden Grundstücke und deren Bebauung angezeigt.
Der amtliche Lageplan ist in der Regel von einem vereidigten Fachmann für Vermessung, einem öffentlich bestellten Vermessungsingenieur oder einer ihm gleichgestellten Behörde auf Grundlage der amtlichen Katasterkarte (Flurkarte) zu erstellen.

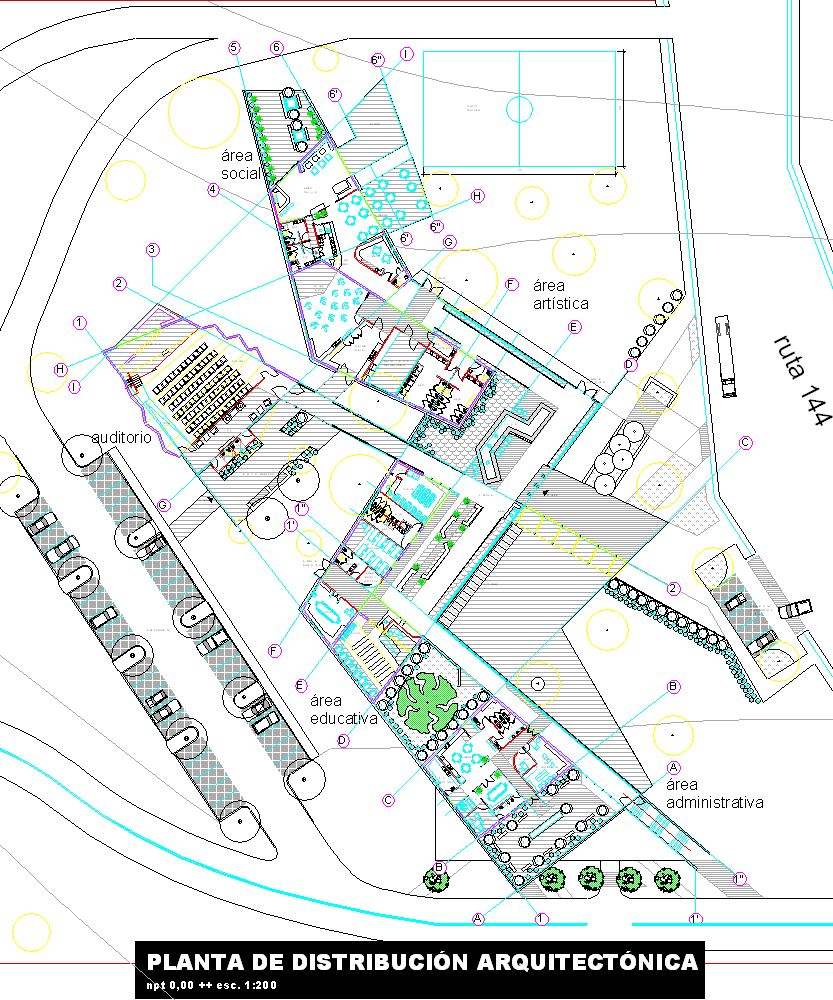
Beispiel eines Lageplans